# Station Moskva Beloroesskaja
Station Moskva Beloroesskaja (Russisch: Москва Белорусская), in het dagelijks taalgebruik Beloroesski vokzal (Белорусский вокзал) ofwel Wit-Ruslandstation genoemd, is een van de negen kopstations van Moskou. Het station bevindt zich aan het begin van de Leningradski prospekt (Leningradlaan), ten noordwesten van het stadscentrum.

## Geschiedenis
De bouw van het Beloroesski vokzal, toen nog Smolenski vokzal geheten, begon in april 1869. Het station diende als eindpunt van de Moskou-Smolensk-spoorlijn, die de Russische hoofdstad via Smolensk en Brest met Warschau zou verbinden. De locatie nabij de Tver poort werd gekozen vanwege haar geringe afstand tot het stadscentrum en het feit dat de grond aldaar nauwelijks inkomsten voor de stad genereerde. De bouwwerkzaamheden verliepen vlot en op 19 september 1870 werden het station en de spoorlijn naar Smolensk in gebruik genomen. In 1871 bereikte de spoorlijn de stad Brest en werd het station omgedoopt tot Brestski vokzal.
In mei 1896 werd aan de rechterzijde van het stationsgebouw een speciaal paviljoen voor de tsarenfamilie gebouwd. De zeer luxueus ingerichte vleugel deed dienst als ontvangstruimte voor aanzienlijke personen tot 1908, toen het oude station door het huidige gebouw vervangen werd. Het Brestski vokzal was veel te krap geworden voor het grote aantal passagiers dat er gebruik van maakte en beschikte over slechts één perron. Al voor de eeuwwisseling bestonden er plannen tot uitbreiding van het gebouw, maar pas in 1907 stelde de staat (de spoorlijn was in 1896 genationaliseerd) geld beschikbaar.
Het nieuwe gebouw in neoclassicistsche stijl kreeg twee vleugels, die in een stompe hoek ten opzichte van elkaar geplaatst werden. Het centrale gedeelte van het station was gereserveerd voor de tsarenfamilie. Op 25 mei 1910 werd de rechtervleugel feestelijk in gebruik genomen; de opening van de linkervleugel volgde twee jaar later. Het Brestski vokzal had nu vier perrons en was drie keer zo groot als het eerste stationsgebouw. Het station was voorzien van de modernste telegraafapparatuur en kreeg als eerste in Moskou speciale drukpersen voor treinkaarten.
Juist in 1912, het jaar dat het nieuwe Brestski vokzal volledig gereed was gekomen, werd in Rusland de honderdste verjaardag van de oorlog met Napoleon gevierd. In verband hiermee werd het Brestski vokzal hernoemd tot Aleksandrovski vokzal, ter ere van tsaar Alexander I.
Tijdens de Eerste Wereldoorlog speelde het station een belangrijke rol in het vervoer van troepen en materieel naar het front en de opvang van gewonde soldaten. In augustus 1922, vijf jaar na de Oktoberrevolutie, werd de "tsaristische" naam wederom vervangen en ging het station Beloroessko-Baltijski vokzal ("Wit-Russisch-Baltisch Station") heten. De volgende naamswijziging liet echter niet lang op zich wachten: in mei 1936 kreeg het Beloroesski vokzal zijn huidige naam. Ook in de Tweede Wereldoorlog nam het station een cruciale plaats in de militaire logistiek in.

## Verbindingen
Vanaf het Beloroesski vokzal vertrekken langeafstandstreinen naar bestemmingen ten westen van Moskou, waaronder veel internationale treinen. Internationale verbindingen zijn er onder andere met Minsk en diverse andere Wit-Russische steden, Berlijn, Parijs, Wenen, Kaunas, Keulen, Praag, Szczecin, Warschau en de Russische exclave Kaliningrad. Voorstadstreinen bedienen vanaf het naast het Beloroesski vokzal gelegen station Smolenskaja het westen van de oblast Moskou en het oosten van de oblast Smolensk. Het stationscomplex kreeg in 1938 aansluiting op het metronet door het metrostation Beloroesskaja aan de Zamoskvoretskaja-lijn, in 1952 kwam daar nog een metrohalte aan de ringlijn bij. Van Station Moskva Beloroesskaja is er een verbinding met Luchthaven Sjeremetjevo met Aeroexpress treinen.
Beloroesski vokzal ·
Jaroslavski vokzal ·
Kazanski vokzal ·
Kievski vokzal ·
Koerski vokzal ·
Leningradski vokzal ·
Paveletski vokzal ·
Rizjski vokzal ·
Savjolovski vokzal